# Era di Acquario
Era di Acquario foi um grupo italiano de rock progressivo ativo durante os anos 1970.

## História
Trio palermitano, um dos poucos grupos importantes provenientes da Sicília, a Era di Acquario produziu somente um álbum que, embora se intitule Antologia, não é uma coletânea de músicas já conhecidas.
O álbum pode ter decepcionado alguns apaixonados pelo progressivo, sendo quase totalmente baseado no violão e flauta que criam baladas e atmosferas soft como no etéreo instrumental Campagne siciliane.
As 10 músicas são breves. O disco tem a duração de cerca de 29 minutos e as únicas exceções ao estilo prevalente são as mais tiradas Padre mio e Geraldine, com um som mais rock e voz em falsete no estilo do New Trolls.
Antes do LP o grupo havia produzido dois 45 rotações, o primeiro dos quais, Geraldine/Arabesque tem um som bastante agressivo com um potente baixo em evidência. O grupo tem uma formação a três com guitarra, baixo e bateria no estilo dos mais famosos trios ingleses, e a formação era diversa daquela do LP, com Gianni Garofalo (guitarra, flauta), depois substituído por Angelo Giordano.
O segundo single, Hold on é uma música de rock mais clássica cantada em inglês, enquanto Campagne siciliane é uma doce balada acústica construída com base na flauta e violão de 12 cordas, com um estilo mais próximo ao do álbum.
Bastante ativo ao vivo, a Era di Acquaria tinha um segundo álbum já pronto, com uma nova formação em quatro, quando saiu o primeiro, mas não foi jamais publicado. A formação incluía o baterista Claudio Rego e um baixista também chamado Claudio.
Michele Seffer tocou brevemente com Il Volo após a saída do segundo álbum deste grupo, e aparece como compositor e arranjador de alguns 45 rotações dos anos 1970 de Alcatraz, Hansel e Gretel, I Teppisti dei Sogni e outros, mas não se sabe se tenha feito parte deste ou de outros grupos também como músico. Seffer faleceu em 2006.

## Formação
- Michele Seffer (voz, guitarra, baixo)
- Angelo Giordano (flauta, sax, voz)
- Pippo Cataldo (bateria, percussões, voz)

## Discografia

### LP
- 1973 - Antologia, RCA (PSL 10565)

### CD
- 1995 - Antologia, Vinyl Magic/BMG (74321 26547-2)

### Singles
- 1972 - Geraldine/Arabesque, RCA (PM 3650)
- 1972 - Hold on/Campagne siciliane, RCA (PM 3686)